# Flå (Norvegia)
Flå è un comune norvegese della contea di Buskerud. Nel 1972 viene istituito il Vassfaret Bjørnepark.